# Michael Hicks Beach, 1:e earl St Aldwyn
Michael Edward Hicks Beach, 1:e earl St Aldwyn, född den 23 oktober 1837, död den 30 april 1916, var en brittisk politiker. Han var far till Michael Hicks Beach, viscount Quenington och farfar till Michael Hicks Beach, 2:e earl St Aldwyn.
Hicks Beach invaldes 1864 i underhuset som konservativ, var understatssekreterare februari-december 1868, blev 1874 överstatssekreterare för Irland, 1878-80 statssekreterare för kolonierna, 1885-86 Salisburys skattkammarkansler, 1888-92 handelsminister och 1895-1902 åter skattkammarkansler. Hicks Beach gjorde sig i synnerhet känd som motståndare till Joseph Chamberlains tullpolitik. Han blev 1905 viscount med plats i överhuset och 1915 earl.